# براين فاهالي
براين فاهالي (بالإنجليزية: Brian Vahaly)‏ مواليد 19 يوليو 1979 في كامدن، هو لاعب كرة مضرب أمريكي سابق بدأ مسيرته كمحترف سنة 2001 وكان يلعب باليد اليمنى، اعتزل اللعب في نوفمبر 2007. أعلى تصنيف له في الفردي كان المركز الـ 37 في سنة 2003.

## روابط خارجية
- براين فاهالي على موقع رابطة محترفي التنس (الإنجليزية)
- براين فاهالي على موقع الاتحاد الدولي لكرة المضرب (الإنجليزية)
- براين فاهالي على موقع خلاصة التنس.كوم (الإنجليزية)